# Église Saint-Martin de Grisolles
Pour les articles homonymes, voir Église Saint-Martin.
L'église Saint-Martin est située à Grisolles, dans le Tarn-et-Garonne. Elle est dédiée à saint Martin, évangélisateur en Gaule.

## Historique
Une première église est édifiée en 844 et dédiée à saint Martin, autour de laquelle se construit les premières maisons qui formeront la ville de Grisolles, appelée à l'origine Ecclesiola, du latin « Petite église ». 
Ce n'est initialement qu'un petit oratoire qui, en 1155, se trouve accolée au château de Grisolles. Vers 1246, l'oratoire est démoli et remplacé par une église plus grande. Son entrée principale se trouvait alors vers le couchant. L'abbé de la basilique Saint Sernin de Toulouse en fut le prieur et ce sanctuaire fut, comme son prédécesseur, dédié à saint Martin. Un procès verbal datant de 1617 la dit « de style gothique » et « fort obscure ».
Cette église était architecturalement fusionné au château, faisant corps avec lui. Après avoir traversé la Révolution, elle apparait délabrée au XIXe siècle. En 1850, un rapport révèle que cette église est « fort humide » et « peu solide ». À la suite d'un effondrement dû à l'humidité, la vieille église fut démolie et rebâtie à partir de 1861 sur les plans de l'architecte Théodore Olivier. 
La nouvelle église, de style néo-gothique, fut consacrée en 1868 par Florian Desprez, alors évêque de Toulouse. La tribune fut quant à elle construite en 1886. 
En 1814, libéré de sa captivité à Fontainebleau, le pape Pie VII fit escale à Grisolles et pria en cette église.

## Situation
L'église Saint-Martin se situe dans le vieux centre de Grisolles. Elle est entourée de maisons et du musée Calbet au sud, de jardins à l'ouest, de la place du Parvis au nord et de maisons à l'est.

## Description

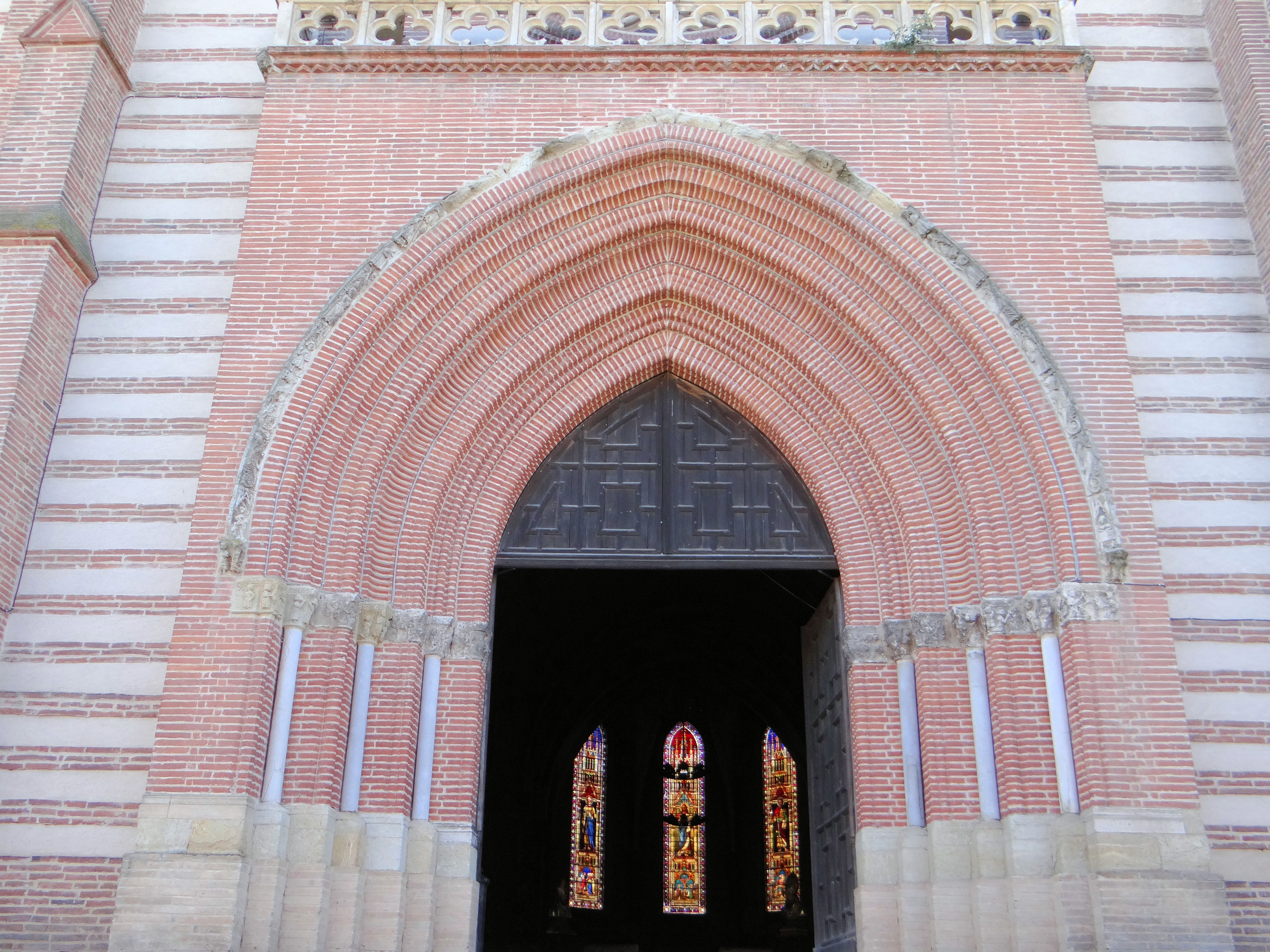
Portail de l'ancienne église remonté sur la nouvelle église avec des chapiteaux romans.

Avant la Révolution, l'église était une dépendance et une succursale de celle de Saint-Sernin de Toulouse. Le portail du XIIIe siècle a été déposé et six colonnettes et les chapiteaux sculptés remontés dans le mur en briques de la nouvelle église. Il se compose d'une série d'arcs en briques et d'une pierre servant d'encadrement. Les chapiteaux des colonnes, colonnettes et pilastres supportant ces arcs, forment une ligne de sculpture horizontale en continu. Le portail a été inscrit au titre des monuments historiques en 1950, et plusieurs objets sont référencés dans la base Palissy.

## Mobilier
L'église contient une table console et un dais de procession, classés au titre de la base Palissy.

## Galerie

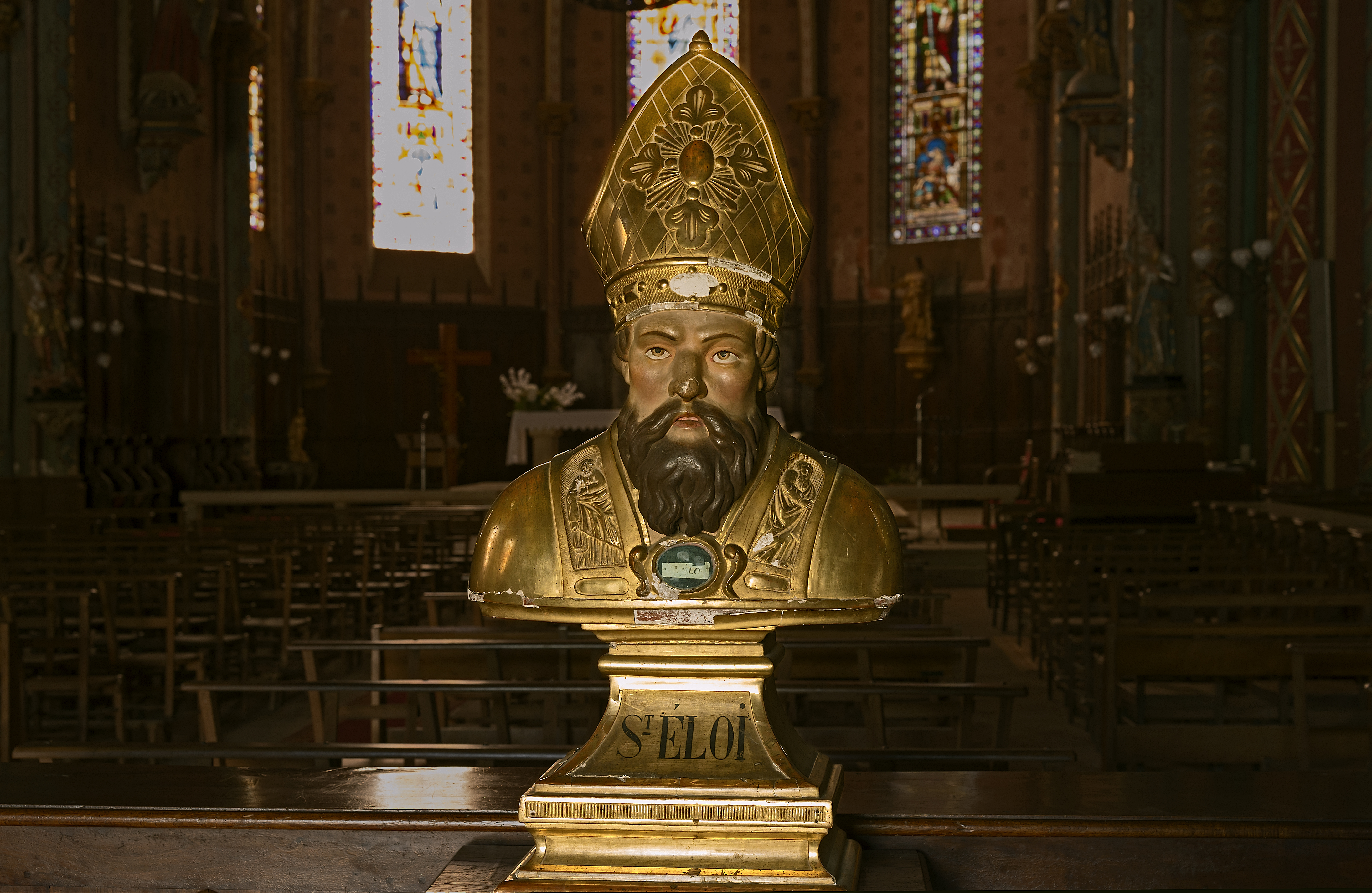
Reliquaire de saint Éloi.
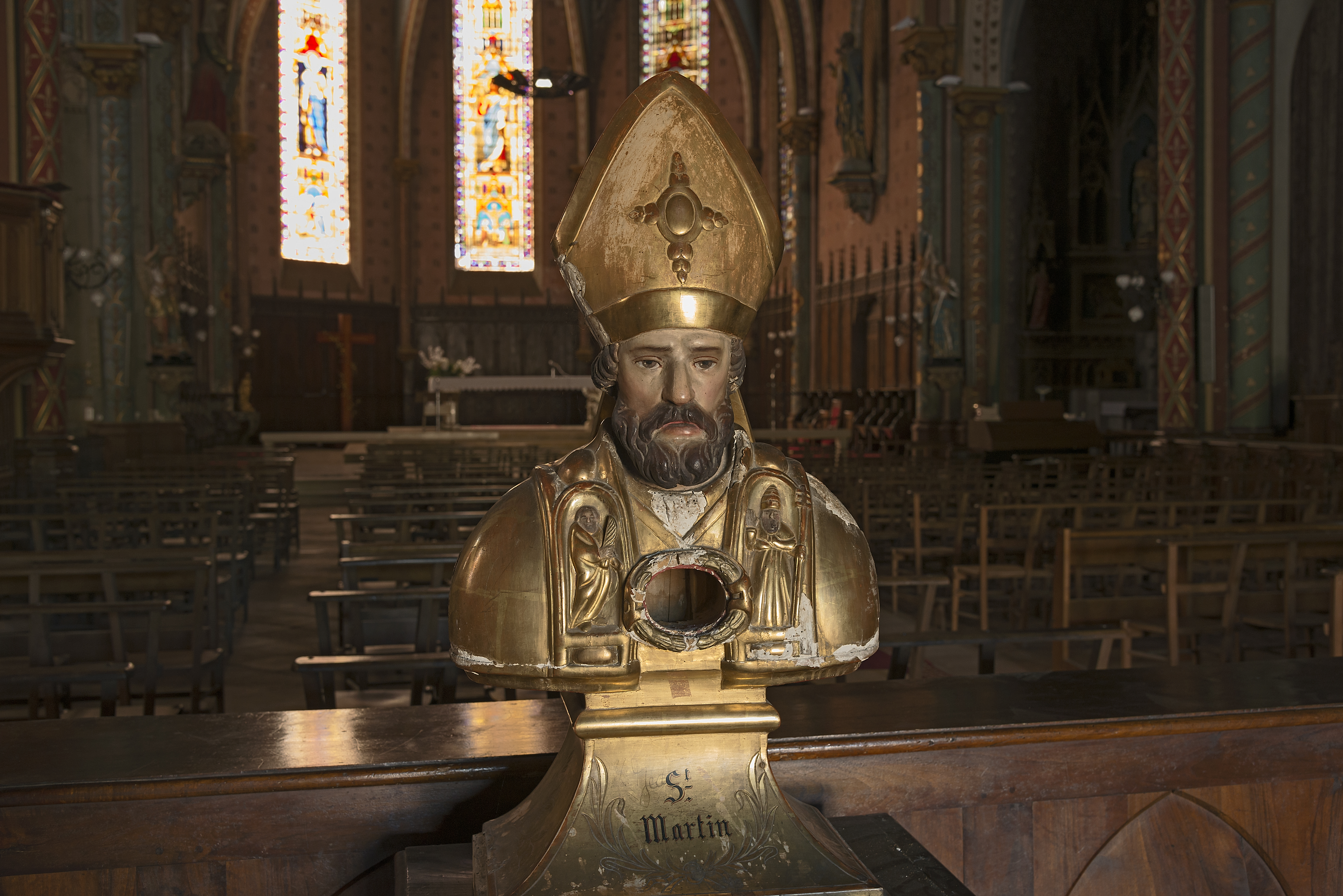
Reliquaire de saint Martin.
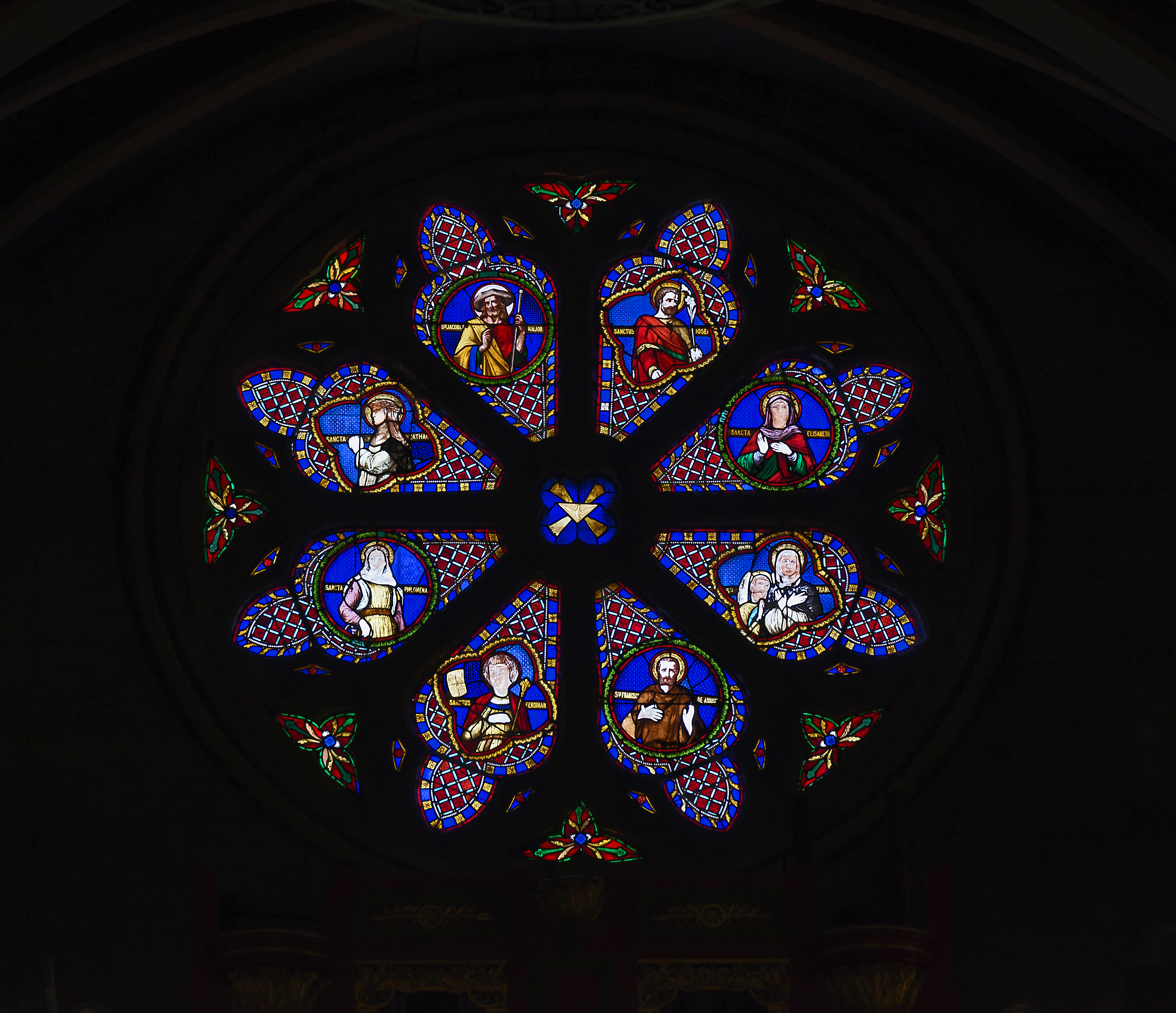
Rosace de l'église Saint-Martin.
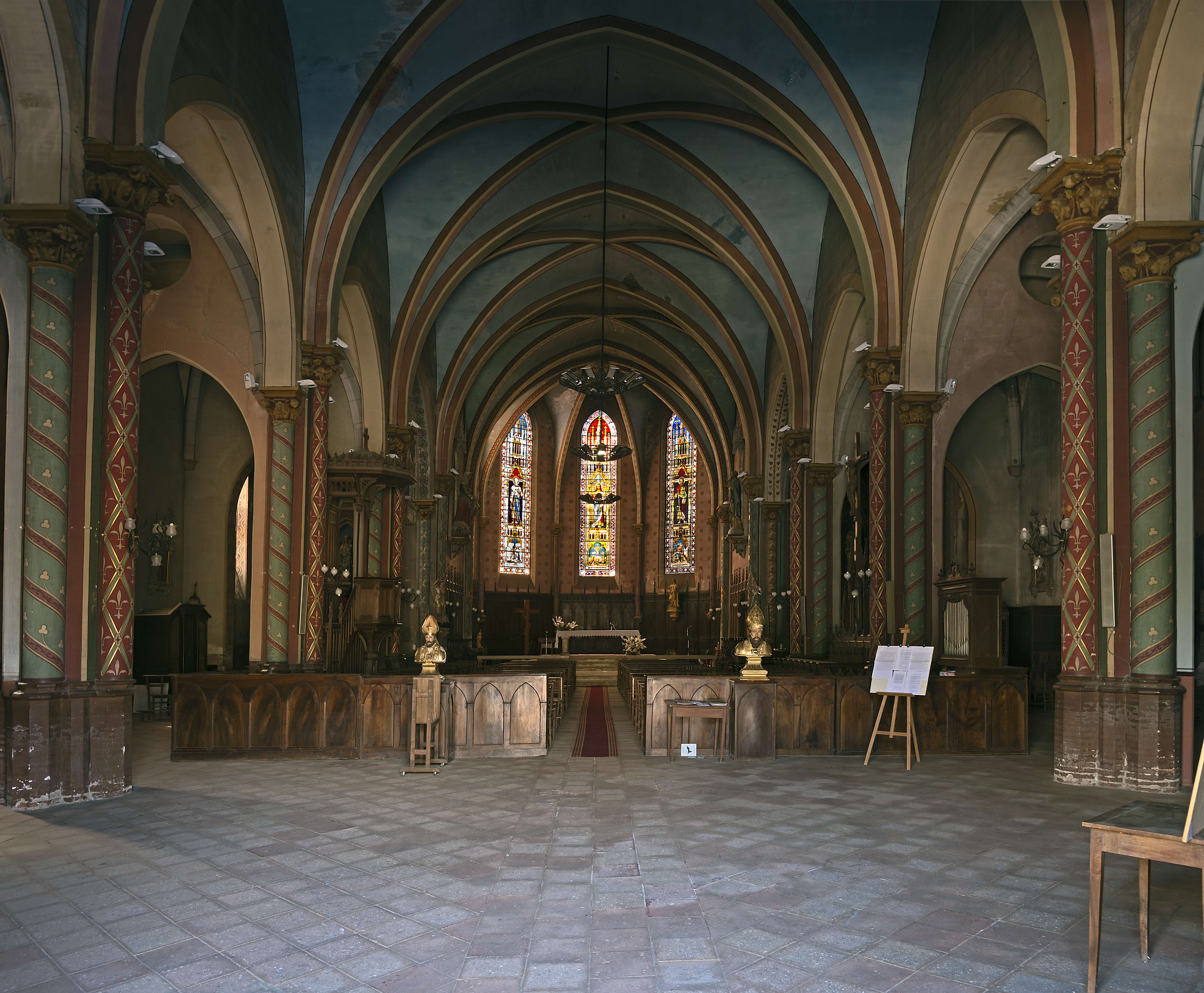
Intérieur de la nef de l'église.
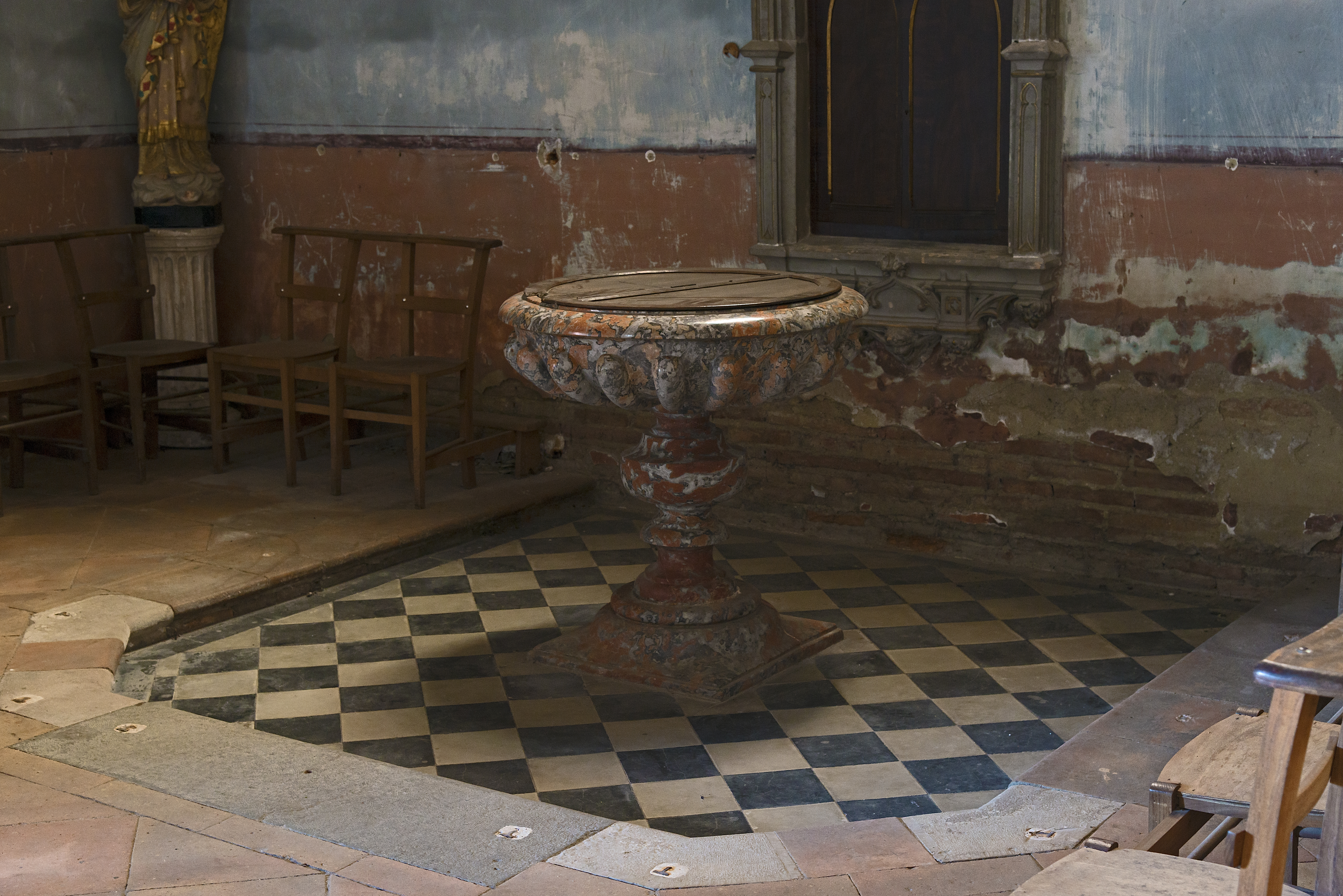
Fonts baptismaux de l'église.